# Onthophagus volucer
Onthophagus volucer là một loài bọ cánh cứng trong họ Bọ hung (Scarabaeidae).